# Notogomphus lujai
Notogomphus lujai – gatunek ważki z rodziny gadziogłówkowatych (Gomphidae).